# Państwowy Urząd do spraw powrotu jeńców, uchodźców i robotników
Państwowy Urząd do spraw powrotu jeńców, uchodźców i robotników (PUJUR) – tymczasowy urząd powstały 30 grudnia 1918 roku w wyniku przekształcenia Państwowego Urzędu do spraw jeńców, który został powołany 11 listopada tego roku uchwałą Rady Kierowników Ministerstw.
Zadaniem Urzędu było:
- sprowadzenie do miejsca zamieszkania jeńców, uchodźców i robotników Polaków,
- zorganizowane przeprowadzenie przez ziemie Państwa Polskiego do właściwych punktów granicznych jeńców, uchodźców i robotników obcych narodowości,
- sprawowanie opieki sanitarnej i żywnościowej podczas przeprowadzania jeńców, uchodźców i robotników przez ziemie polskie,
- regulowanie warunków powrotu jeńców, uchodźców i robotników poza granicami Polski za pośrednictwem Ministerstwa Spraw Zewnętrznych.

Po wypełnieniu swoich zadań Urząd został zobligowany do sporządzenia i przedstawienia Radzie Ministrów szczegółowego sprawozdania ze swojej działalności wraz z materiałami dla rozrachunków międzypaństwowych.
Na podstawie dekretu z 5 lutego 1919 roku postanowiono, że nadzór nad wykonywaniem opieki sanitarnej podczas przeprowadzania jeńców, uchodźców i robotników przez ziemie polskie należał do Ministerstwa Zdrowia Publicznego. Minister Zdrowia Publicznego, wedle własnego uznania, mianował odpowiednią liczbę urzędników, którzy wchodzili w skład Urzędu, jako organy wykonawcze sanitarne.
Na czele Urzędu stał komisarz generalny powoływany przez Radę Ministrów. Komisarz, w porozumieniu z odnośnymi Ministerstwami, zatwierdzał instrukcje, okólniki i regulaminy szczegółowe. Pomocnikiem komisarza generalnego był jego zastępca. Urząd dzielił się na pięć wydziałów:
- Wydział I Ogólny,
- Wydział II Prowincjonalny,
- Wydział III Statystyczno-Rozrachunkowy,
- Wydział IV Zagraniczny,
- Wydział V Służby Etapów.

Na czele Wydziału Służby Etapów stał wojskowy naczelnik służby etapów, który był przedstawicielem Sztabu Generalnego przy państwowym Urzędzie do spraw powrotu jeńców, uchodźców i robotników, i oficerem łącznikowym pomiędzy Sztabem Generalnym i Urzędem. Kompetencje naczelnika służby etapów miały być określone w instrukcji zatwierdzonej przez Sztab Generalny. 
25 listopada 1920 roku weszła w życie ustawa z dnia 4 listopada 1920 roku w przedmiocie uregulowania spraw dobrowolnej oraz przymusowej migracji ludności. Na mocy tej ustawy dotychczasowy Państwowy Urząd do spraw powrotu jeńców, uchodźców i robotników miał być włączony w skład specjalnego Urzędu Emigracyjnego przy Ministerstwie Pracy i Opieki Społecznej. Termin przejęcia agend i majątku dotychczasowego Urzędu miał być ustalony przez Radę Ministrów na wniosek Ministra Pracy i Opieki Społecznej.
16 grudnia 1920 roku weszło w życie rozporządzenie Rady Ministrów z dnia 15 listopada 1920 roku w przedmiocie przejęcia spraw i majątku Państwowego Urzędu do spraw powrotu jeńców, uchodźców i robotników przez Urząd Emigracyjny. Na mocy tego aktu prawa dotychczasowy Urząd przestał istnieć, jako jednostka administracyjna z dniem 1 grudnia 1920 roku. Komisarz generalny dotychczasowego Urzędu został zobligowany do tego by w terminie do 1 lutego 1921 roku przekazał Urzędowi Emigracyjnemu wszystkie urządzenia i środki działania oraz cały majątek ruchomy i nieruchomy.